# Mary Ellen Clark
Mary Ellen Clark (ur. 25 grudnia 1962 w Abington) – amerykańska skoczkini do wody, dwukrotna brązowa medalistka olimpijska, uczestniczka mistrzostw świata.

## Przebieg kariery
W 1987 wystąpiła na igrzyskach panamerykańskich, gdzie zajęła 6. pozycję w skoku z wieży. Cztery lata później, także podczas igrzysk panamerykańskich, przystąpiła do zawodów w konkurencji skoku z trampoliny 3 m i zajęła 10. pozycję. W 1992 wystartowała w igrzyskach olimpijskich i wywalczyła brązowy medal w konkurencji skoku z wieży (w finale uzyskała wynik 401,91 pkt).
W 1994 wystąpiła na mistrzostwach świata, gdzie zajęła 7. pozycję w konkurencji skoku z wieży 10 m. W tejże konkurencji udało się jej zdobyć drugi brązowy medal olimpijski, w finale zawodów rozgrywanych w Atlancie uzyskała rezultat 472,95 pkt dający 3. pozycję. Tym samym Clark została najstarszą w historii medalistką olimpijską w dyscyplinie skoków do wody.